# 国会議員政策担当秘書
国会議員政策担当秘書（こっかいぎいん せいさくたんとうひしょ）は、主に政策立案及び立法活動を補佐する日本の国会議員の秘書である。略称は政策秘書（せいさくひしょ）。
議員が国費で雇用できる公設秘書3人のうちの1人。
衆議院並びに参議院の主催する国会議員政策担当秘書の資格試験に合格するか、選考採用審査認定を受けた者だけが就任することができる。

## 概要
国会法第132条第2項「主として議員の政策立案及び立法活動を補佐する秘書一人を付することができる」を根拠として、一議員当たり一人国費によって採用することができる秘書である。
政策秘書の採用方法や職務内容の特殊性から法的な身分は特別職国家公務員とされている。
政策秘書として採用される者は「国会議員政策担当秘書」の資格試験合格者又は、選考採用審査認定者である必要がある。
官僚主導型から政治主導型への転換を目的とし、1993年の国会法改正により導入された。相応の人材を確保するため他の公設秘書に比べ高い給与が支給される。

## 任用資格

### 政策担当秘書資格試験
政策担当秘書試験に合格することによって、合格者登録簿に氏名等が記載され、議員から政策秘書として採用される資格を得ることができる。
資格試験は毎年実施され、日程は1次が7月上旬（通例第1・第2の土曜日と日曜日で、場所は東京大学本郷キャンパス）、2次が8月下旬（通例第3・4週の平日で、場所は参議院又は衆議院）。科目は1次が多岐選択式（一般教養科目）と論文式（必修が1問、選択必修が2問のうち1問の計2問）、2次は口述。
1次試験の多岐選択式で一定得点を得た者のみ論文式試験が採点され、合計点により合格が決定する。最終合格者発表は、9月中旬において衆議院第二別館及び参議院第二別館の掲示板への張り出し（受験番号及び合格者氏名）、衆議院及び参議院のホームページへの掲載（受験番号のみ）及び郵送通知によって行われる。また、9月下旬には官報に受験番号と合格者氏名が掲載される。試験の実施は、衆議院と参議院が持ち回りで行っている。
難易度は国家公務員総合職試験（旧・国家公務員採用Ⅰ種試験）と同レベルとされる（事実、後述するように総合職試験の合格は政策担当秘書の審査認定を許される条件の一つに数えられている）。
例年の合格者数は10〜20数名で、合格率は4～5パーセント程度である。合格者の年齢幅が広く、また、大学院卒など高学歴者の比率が高い事が特徴である。
受験資格は4年制大学卒（見込み含む）または試験委員会がそれと同等以上の学力があると認める人。
2005年より「合格発表日現在65歳未満の者」という年齢制限が加わった。
この試験はあくまでも資格試験であり、合格は秘書としての採用を意味するわけではなく、採用や解職については国会議員が決定する。

### 選考採用審査認定等
政策担当秘書試験に合格しなくても、以下の条件を満たすものは「選考採用審査認定」を受ければ政策担当秘書資格が付与される。採用議員による申請をもって審査認定を受けることができる。
- 高度の試験合格者 
  - 司法試験、公認会計士試験、国家公務員総合職試験（旧国家公務員採用Ⅰ種試験）、若しくは外務公務員採用I種試験又は選考採用
- 審査認定委員会が定める試験のいずれかに合格している者  
  - 医師国家試験・歯科医師国家試験・衆議院事務局職員採用I種試験・参議院事務局職員採用I種試験・衆議院法制局職員採用I種試験・参議院法制局職員採用I種試験・国立国会図書館職員採用I種試験・裁判所職員採用I種試験・防衛庁職員採用I種試験
    - つまり高度の資格者（司法修習生・公認会計士・医師・歯科医師・国家公務員・外交官の資格者）
- 税理士、司法書士その他特定の分野において前号に該当する者と同程度に政策担当秘書の職務に必要な知識及び能力を有するものとして審査認定委員会が定める資格を有する者の業務に従事した期間（資格業務期間）と当該業務の補助の業務その他の審査認定委員会が認める業務に従事した期間とを合算した期間が十年以上であること（資格業務期間が五年以上である場合に限る。）
- 博士号取得者（法務博士を除く）
- 国家公務員、地方公務員または会社、労働組合その他の団体の職員として通算10年以上在職し、専門分野における業績が顕著であると客観的に認められる著書等がある者
- 次のいずれかに該当し、かつ、規定の政策担当秘書研修を受講し修了証書の交付を受けている者
  - 議員秘書（公設秘書）として10年以上在職
  - 議員秘書（公設秘書）として5年以上10年未満在職し、かつ、政党職員の職務その他議員秘書の職務に類似するものとして審査認定委員会が認める職務に従事した期間とを合算した期間が10年以上

このように、公設秘書が政策担当秘書研修を修了した場合など、従前からの秘書を政策担当秘書として雇うことが可能となっている。
なおこの審査は、政策担当秘書となろうとする本人からの申請はできず、政策担当秘書を採用しようとする議員からの申請しか受け付けられない。
ただし実際の政策担当秘書は、「10年以上の秘書在職」を以て審査認定を得た者が9割程度で大半を占めている。国家試験合格等それ以外の要件による審査認定者と、前述の政策担当秘書資格試験に合格した ”試験組” は合わせても1割程度しかいない。法曹資格者は多くはないが、一定の需要があるという。また民間企業で法務を担当していた弁護士が転身する例もある。

## 政策担当秘書試験合格者出身の国会議員
（試験合格者に限定・元職を含む）（カッコ内は所属政党、試験合格年）
- 細野豪志（自由民主党、1995年）
- 高山智司（無所属、1999年）
- 中村哲治（民進党、1994年）
- 本多平直（無所属、1994年）
- 林芳正（自由民主党）
- 宮下一郎（自由民主党）
- 石井登志郎（無所属、現西宮市長、1998年）
- 橘秀徳（民主党、1995年）
- 大西健介（立憲民主党）
- 櫻井周（立憲民主党、2010年）
- 石川大我（立憲民主党、2010年）
- 本庄知史（立憲民主党、2000年）

## 待遇
- 国会議員の秘書の給与等に関する法律別表第一の定めるところにより、1級2号給以上の給与を受ける。
  - 上記金額は、一般職の公務員における特別区の地域手当相当額（2009年度は17%）を含む。
  - 公務員の給与水準としては中央省庁の課長補佐クラス以上に相当する[8]。
- 給与のほか、住居手当、通勤手当、期末手当、勤勉手当が支給される。
- 退職時には退職手当を受ける。